# Fallschirmjäger (Wehrmacht)

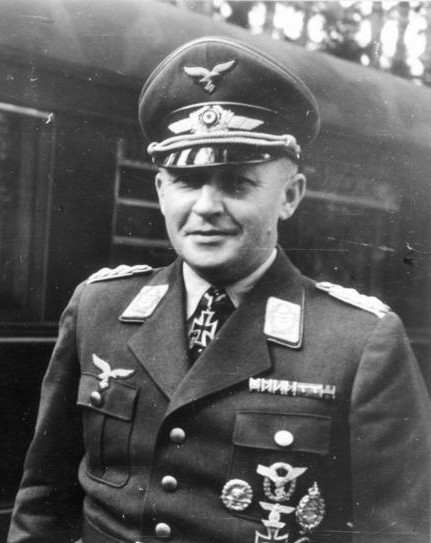
Kurt Student, uznawany za ojca niemieckich jednostek spadochronowych

Fallschirmjäger (z niem. Strzelec spadochronowy) – wojska powietrznodesantowe Luftwaffe walczące na wielu frontach II wojny światowej. Popularnie nazywani Grüne Teufel („Zielone Diabły”).

## Formowanie oddziałów spadochronowych w Niemczech
W latach 1935–1936 niemieccy wojskowi obserwatorzy brali udział w kilku radzieckich manewrach. Wielkie wrażenie wywarł na nich desant powietrzny całego pułku (liczącego 1000 żołnierzy) wsparty następnie kolejnymi 5000 żołnierzy dostarczonych na miejsce drogą powietrzną. Jednym z obserwatorów był Hermann Göring, który postanowił rozwijać wojska powietrznodesantowe w Niemczech.
Oddział spadochronowy w Niemczech zorganizowano już na początku 1936. Wtedy to uzyskawszy poparcie samego Adolfa Hitlera oraz z rozkazu Hermanna Göringa (podpisany 29 stycznia 1936) przeniesiono jeden batalion Polizeigruppe z sił specjalnych policji do Luftwaffe. Na jego podstawie do lata 1936 utworzono batalion przeszkolony spadochronowo o nazwie Herman Göring pod dowództwem majora Brunona Bräuera (potem awansowany na pułkownika). Szkolenie spadochronowe odbywało się w nowo powstałej Szkole Spadochronowej Luftwaffe na lotnisku Stendal-Borstel.
W roku 1937 Dowództwo Wojsk Lądowych (Heer) po otrzymaniu odpowiedniego pozwolenia przystąpiło do formowania własnej kompanii spadochronowej, dowódcą tej jednostki został major Richard Heidrich. Oddział ten w roku 1937 wziął udział w jesiennych manewrach w Meklemburgii, gdzie bardzo dobrze się zaprezentował. W roku 1938 jednostka rozrosła się i została przekształcona w 2. Fallschirmjägerbataillon. W swoim założeniu batalion ten miał wykonywać działania wspierające na rzecz wojsk lądowych, dlatego też wyposażony był m.in. w ckm-y i moździerze.
Niewielki oddział spadochronowy miało także SS, był to 500 Batalion Strzelców Spadochronowych SS. Dowódcą oddziału był SS-Hauptsturmführer Kurt Rybka.
Istnienie oddziałów spadochronowych w dwóch rodzajach Wehrmachtu odzwierciedlało dwie istniejące wśród dowództwa niemieckiego koncepcje użycia oddziałów spadochronowych w działaniach zbrojnych. Luftwaffe widziała spadochroniarzy na polu walki jako małe grupy dywersyjne i dlatego też w swoich jednostkach spadochronowych kładła nacisk na szkolenie saperskie. Natomiast wojska lądowe przedstawiały koncepcję przerzucenia dużych ilości wojska za pomocą samolotów na terytorium wroga. Następnie spadochroniarze mieliby walczyć jako zwykła piechota. Do tych działań wybrano i przeszkolono 22 Dywizję Piechoty (Luftlande-Infanteriedivision 22).
1 lipca 1938 z sił spadochronowych Luftwaffe i Heer utworzono nowy związek taktyczny – 7 Dywizję Lotniczą (Fliegerdivision 7) pod dowództwem generała Kurta Studenta. Dywizja ta składała się z oddziałów spadochronowych, szybowcowych oraz piechoty powietrznej transportowanej za pomocą samolotów. Nowa jednostka liczyła w sumie 3 bataliony i 3 kompanie specjalistyczne. Dywizja ta w październiku 1938 wzięła udział w zajmowaniu Czechosłowacji, traktując tę operację jako ćwiczenia gotowości bojowej.
W chwili wybuchu wojny w roku 1939 niemieckie wojska powietrznodesantowe liczyły jeden pułk spadochronowy liczący 3 bataliony (oraz drugi w trakcie tworzenia – do lipca 1939 posiadał 2 bataliony) oraz 22 Dywizję Piechoty przewożoną samolotami.
W roku 1943 7 Dywizja została zreorganizowana i na jej bazie utworzono 1 Dywizję Spadochronową oraz 2 Dywizję Spadochronową. W późniejszym okresie na bazie weteranów 7 Dywizji Lotniczej powstały kolejne dywizje spadochronowe. W końcowym etapie wojny (przełom 1944/1945) powstało wiele nowych dywizji strzelców spadochronowych. Jednakże często były to jednostki spadochronowe tylko z nazwy. Składały się one z różnych jednostek Luftwaffe – artylerii przeciwlotniczej, obsług lotnisk, a nawet lotników dla których brakowało samolotów.

## Działania w czasie II wojny światowej
Oddziały Fallschirmjäger brały udział w wielu ważnych bitwach i operacjach II wojny światowej. W jej początkowym okresie były używane w roli, do której były przeznaczone, czyli działaniach powietrznodesantowych (m.in. w Norwegii w 1940 czy w bitwie o Kretę w 1941). Formacje te były zorganizowane i wyposażone jak piechota zmotoryzowana, więc począwszy od 1941 często były wykorzystywane jako jednostki szybkiego reagowania na froncie wschodnim. W końcowym etapie wojny niemieckim spadochroniarzom były powierzane już niemal wyłącznie zadania defensywne, walczyli więc w charakterze konwencjonalnej piechoty (np. w walkach o Normandię, bitwie o Monte Cassino, obronie linii Zygfryda czy bitwie o Berlin).

### Kampanie duńska i norweska

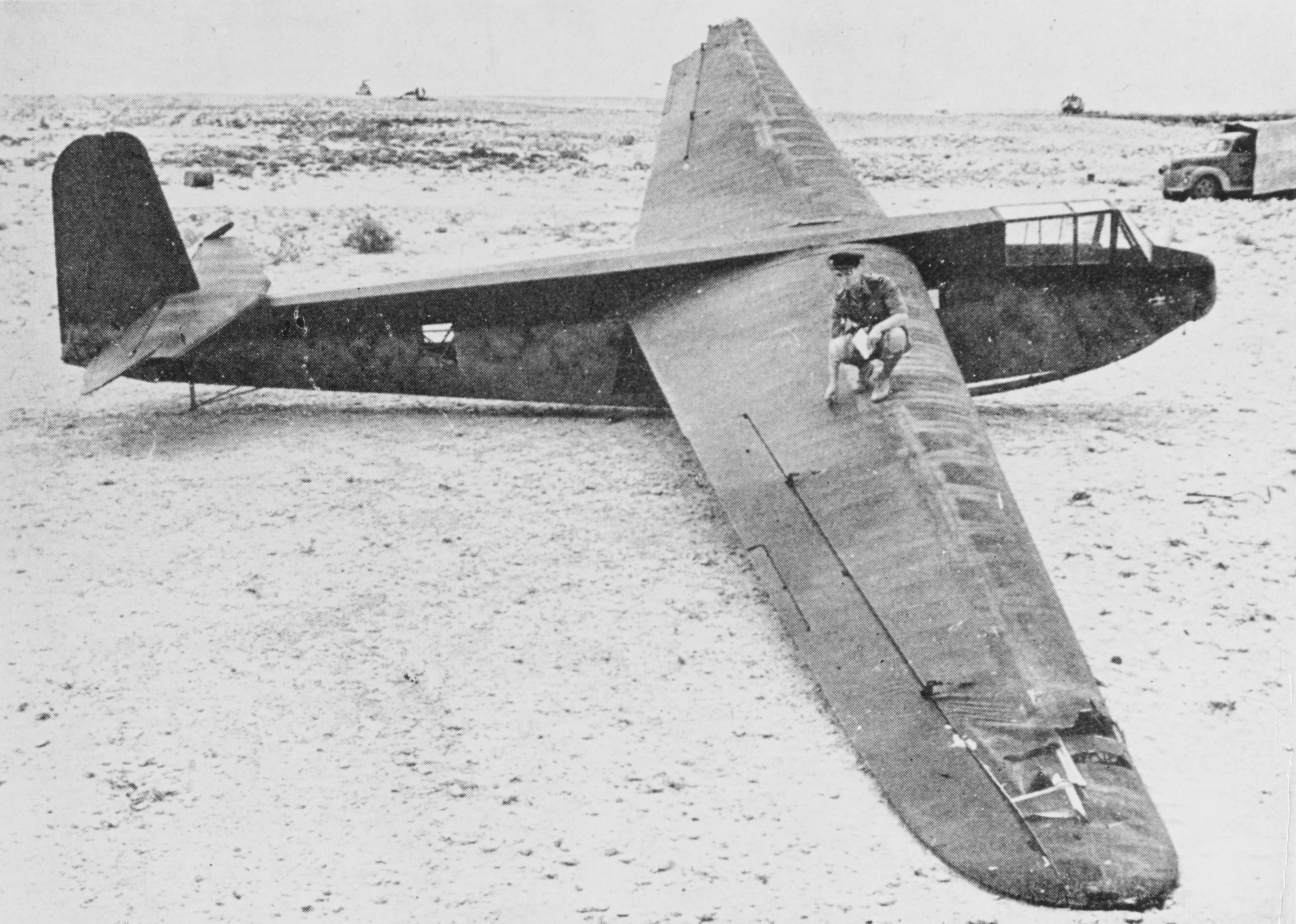
Niemiecki szybowiec transportowy DFS 230, za pomocą których transportowano oddziały Fallschirmjäger do ataku na cele w Belgii

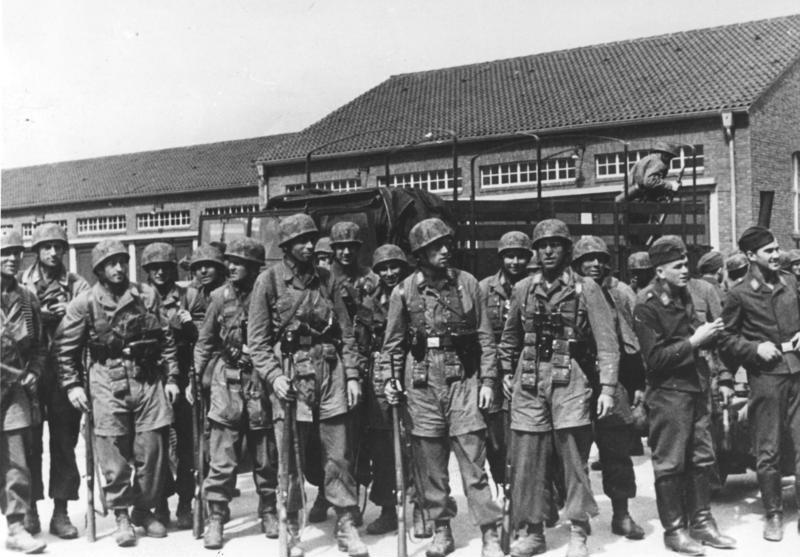
Oddział Kocha po zdobyciu fortu Eben Emael, 12 maja 1940

Pierwszą kampanią II wojny światowej, w której użyto zgodnie z przeznaczeniem oddziałów Fallschirmjäger, były działania w Danii i Norwegii w roku 1940.
Tam do akcji skierowano 1. batalion 1 Pułku (Fallschirmjägerregiment Nr 1) pod dowództwem majora Ericha Walthera. Zadaniem oddziału było zajęcie lotnisk: Fornebu koło Oslo, Sola koło Stavanger i dwóch lotnisk w Aalborgu oraz opanowanie drogi łączącej wyspy Falster i Zelandię (most miało opanować 96 spadochroniarzy z 4. kompanii). Część oddziału pozostawiono w odwodzie. Nie wszystkie cele osiągnięto, z powodu mgły nie udało się opanować lotniska Fornebu. Kompanię porucznika Schimdta, która pozostawała w odwodzie, zrzucono nad pokrytą śniegiem doliną Gudbrandsdalen. Po walce trwającej cztery dni z uwagi na wielu rannych i z braku amunicji złożono broń. Działania spadochronowe przeprowadzone w Skandynawii pomimo poniesionych strat potwierdziły zalety takich oddziałów. Z uwagi na czynnik zaskoczenia, m.in. most łączący wyspy Falster i Zelandia, został zdobyty bez walki.

### Kampania belgijska
W kampanii belgijskiej oddziały spadochronowe miały odegrać dużo większą rolę. Zadaniem niemieckich oddziałów desantowych miało być opanowanie m.in. twierdzy Eben Emael. Do tego zadania utworzono specjalną grupę pod dowództwem kapitana Waltera Kocha liczącą w sumie 11 oficerów i 427 żołnierzy (z 1. i 2. Fallschirmjägerregiment). Utworzono z nich cztery grupy uderzeniowe. Grupa „Granit” licząca 85 ludzi pod dowództwem porucznika Rudolfa Witziga miała za zadanie opanowanie fortu Eben Emael. Pozostałe grupy „Stal”, „Beton” i „Żelazo” miały zdobyć i utrzymać do nadejścia sił głównych mosty we Vroenhoven, Veldwezelt i Kanne. Wszystkie desanty miały się odbyć za pomocą szybowców transportowych. Pierwsza wylądowała 10 maja 1940 o godzinie 5:15 grupa uderzeniowa „Beton”. Mimo silnego ostrzału udało się jej utrzymać do godziny 21:40, kiedy to zluzował ją batalion piechoty Wehrmachtu. Grupa „Stal” wylądowała tego samego dnia o godzinie 5:20, swój cel – most w Veldwezelt zdobyła i utrzymała do godziny 21:30, kiedy to została zluzowana. Celu nie osiągnęła grupa „Żelazo” – most w Kanne, który miała zdobyć został zniszczony przez Belgów, a sama grupa lądowała pod silnym ogniem. Musiała ona przetrwać dwa silne kontrataki, nim została zluzowana o godzinie 22:30.
Grupa „Granit” wylądowała o godzinie 5:20. Belgowie byli tak zaskoczeni atakiem, że zaczęli strzelać dopiero wtedy, gdy szybowce z żołnierzami zaczęły lądować. Od razu po wylądowaniu rozpoczęto atak i w ciągu kilku minut żołnierze unieszkodliwili siedem bunkrów oraz czternaście dział i znaleźli się wewnątrz fortu. O godzinie 5:40 zameldowano zdobycie celu i następnie przygotowano się na odparcie kontrataków Belgów. Rano 11 maja 1940 spadochroniarzy wsparł batalion wojsk inżynieryjnych.

### Kampania holenderska

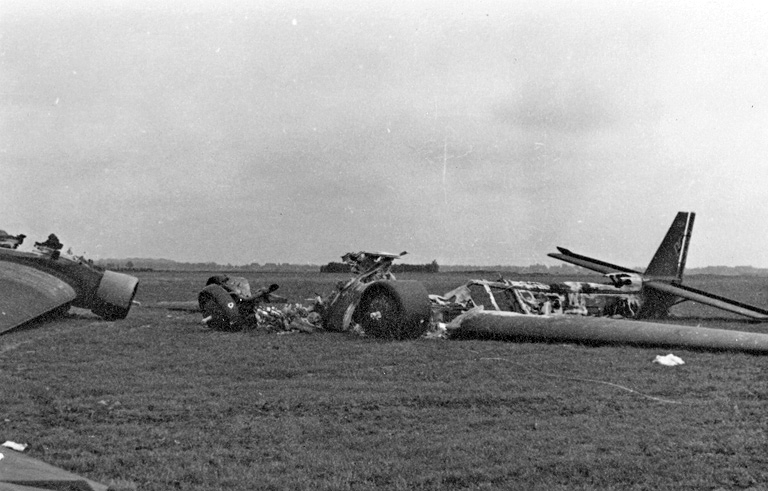
Zniszczony samolot Junkers Ju 52 na lotnisku w Valkenburg aan de Geul

Całkowicie odmiennie wyglądało użycie jednostek spadochronowych w Holandii. Plan przewidywał masowe użycie spadochroniarzy do opanowania ważnych przepraw rzecznych i lotnisk oraz opanowanie Hagi i zneutralizowanie Naczelnego Dowództwa Holandii. Do tego celu przeznaczono około 4000 spadochroniarzy (opanowanie mostów Moerdijk i Dordrecht oraz lotnisk w Waalhaven i Valkenburg aan de Geul) oraz 22 Dywizję Piechoty pod dowództwem Hansa Grafa von Sponecka. Spadochroniarze mieli opanować lotniska (1. Fallschirmjägerregiment) w nienaruszonym stanie, tak aby możliwe było wylądowanie samolotów z 22 Dywizją Piechoty. Z kolei jej zadaniem było zajęcie miasta Valkenburg aan de Geul (wspólnie z 2. Fallschirmjägerregiment) i ruszenie na Hagę. Operację zaplanowano na 10 maja 1940. Na lotnisku w Waalhaven spadochroniarzy przywitał intensywny ogień karabinów maszynowych, jednakże zdobyli lotnisko i samoloty z 22 Dywizją mogły wylądować. Następnie wojska niemieckie zajęły drogi do Rotterdamu. Natomiast na lotnisku w Valkenburg aan de Geul nie napotkano na większy opór. Jednakże ze względu na zbyt miękkie podłoże lądujące Ju 52 doznawały uszkodzeń i zapanował chaos. Wobec strat poniesionych przy lądowaniu oraz kontrataków Holendrów, które zmusiły Niemców do wycofania się do obrony, zaniechano planu ataku na Hagę. Zdobycie mostów Moerdijk i Dordrecht zakończyło się sukcesem.

### Kampania grecka
Kolejną kampanią, w której użyto niemieckich wojsk spadochronowych, była kampania w Grecji w 1941 roku. Zadaniem niemieckich wojsk spadochronowych było zajęcie Przesmyku Korynckiego i w ten sposób odcięcie oddziałów alianckich dowodzonych przez generała Wilsona wycofujących się na południe kraju, oraz zabezpieczenie jedynego mostu nad Kanałem Korynckim. Zadanie to miały wykonać I i II batalion Fallschirmjägerregiment 2. Operację rozpoczęto rano 26 kwietnia 1941. Zakończyła się ona połowicznym sukcesem, gdyż w toku walk most wysadzono przypadkiem w powietrze. Ponadto, ocenia się, że operację rozpoczęto o kilka dni za późno i w konsekwencji większość sił brytyjskiego Korpusu Ekspedycyjnego wycofała się drogą morską. Jednakże część wojsk alianckich skapitulowała i do niewoli spadochroniarzy dostało się około 12 000 brytyjskich i greckich żołnierzy; sami Niemcy ponieśli straty w wysokości 63 zabitych i 16 zaginionych.

### Operacja „Merkur”

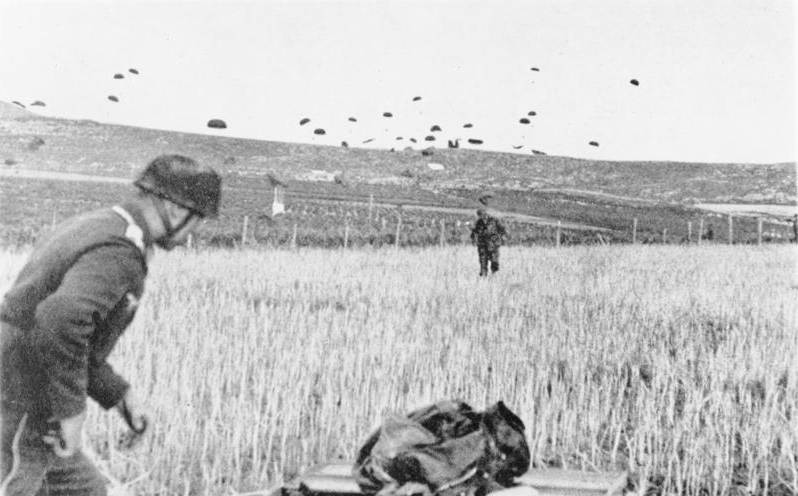
Lądowanie Fallschirmjäger na Krecie (1941)

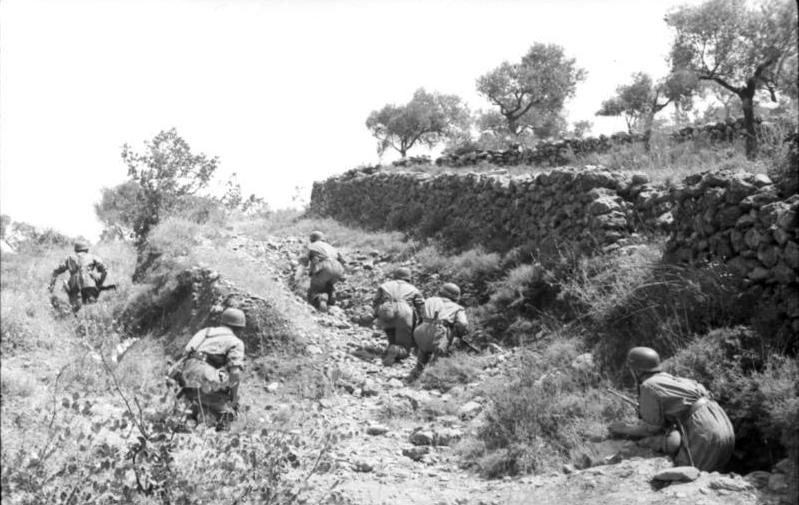
Atakujący Fallschirmjäger. Kreta, maj 1941

Na maj 1941 zaplanowano operację spadochronową o dużo większym rozmachu niż dotychczasowe. Celem operacji było opanowanie greckiej wyspy Krety, gdzie schroniły się jednostki alianckie ewakuowane z Grecji. Wyspa była strategiczna ze względu na rozmieszczone tam lotniska, z których możliwe było bombardowanie pól roponośnych w Ploeszti. Tamtejsze złoża były niezwykle ważne – stanowiły główne źródło zaopatrzenia wojsk niemieckich w ropę. Operacja otrzymała kryptonim „Merkur”. Plan operacji przygotował Kurt Student (uważany przez niektórych za „ojca niemieckich jednostek spadochronowych”) i w pierwotnym kształcie przewidywał nie tylko zajęcie Krety, ale także uderzenie na Maltę, Aleksandrię i Kanał Sueski, czego potem nie wcielono w życie. Student swój plan przedstawił na naradzie Oberkommando der Luftwaffe 20 kwietnia 1941, gdzie zaakceptował go Hermann Göring, a potem sam Hitler. Plan zdobycia wyspy przewidywał zrzucenie sił w dwóch etapach. Pierwszy zakładał opanowanie lotniska Maleme oraz dróg, mostów i punktów obrony przeciwlotniczej w okolicy Chanii. Natomiast drugi etap przewidywał zajęcie lotniska i miasta Retimno oraz lotniska i miasta Iraklion. Potem miał nastąpić desant morski. Operacja zaczęła się 20 maja 1941. Wzięły w niej udział: Luftlandesturmreiment pod dowództwem generała Meindla, Fliegerdivision 7 (składająca się z trzech pułków) pod dowództwem generała Süssmanna oraz 5. Gebirgs-Division (miała być dostarczona drogą powietrzną w miarę zdobywania lotnisk). Lądowanie nie obyło się bez problemów, wcześniejsze bombardowania nie zniszczyły działek przeciwlotniczych. Działka te zestrzeliły wiele szybowców. Ponadto nie wszyscy spadochroniarze wylądowali tam gdzie zamierzano. Część zniosło do morza, inni lądowali na pozycjach nowozelandzkich lub pod ogniem karabinów maszynowych. Na zachodzie, zanim lądujący spadochroniarze zdążyli się przegrupować, zostali zaatakowani przez nowozelandzką 5 Brygadę Piechoty. Do końca dnia Niemcom nie udało się zająć żadnego z lotnisk. Drugiego dnia generał Student skoncentrował swoje wysiłki na zdobyciu Maleme, gdzie po zdobyciu lotniska wylądowały oddziały 5 Dywizji Górskiej. Mimo dużych strat Niemcy powoli opanowywali wyspę. Bitwa o Kretę zakończyła się 1 czerwca 1941. Z 22 000 żołnierzy niemieckich biorących udział w operacji 3250 zginęło lub zaginęło, a 3400 zostało rannych.
Mimo dużych strat operacja „Merkur” zakończyła się sukcesem – zdobyciem Krety. Jednakże była to ostatnia większa operacja powietrznodesantowa, potem jednostki spadochronowe walczyły głównie jako zwykła piechota. Po operacji Adolf Hitler miał powiedzieć do Kurta Studenta: Kreta ukazała, że czasy spadochroniarzy się skończyły.

### Operacje desantowe po operacji „Merkur”

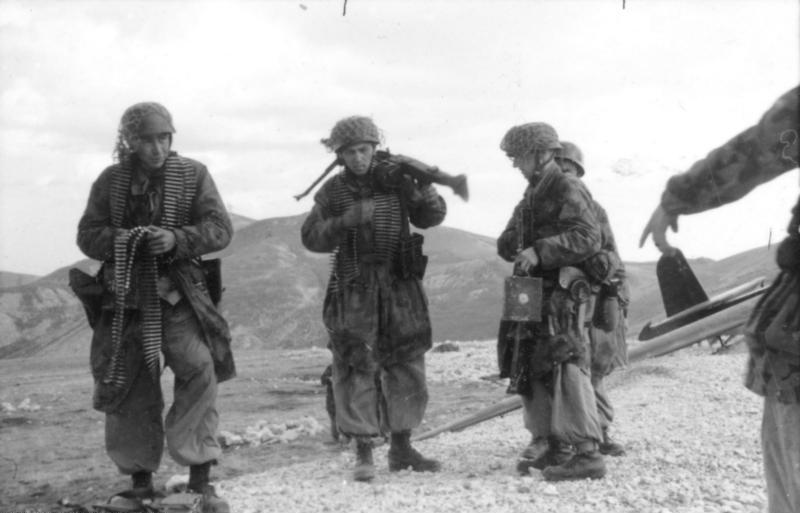
Niemieccy spadochroniarze podczas operacji Eiche

Desant na Krecie był ostatnią większą operacją powietrznodesantową niemieckich spadochroniarzy podczas II wojny światowej. Nie zrezygnowano jednak z mniejszych operacji o charakterze desantowym. We wrześniu 1943 przeprowadzono operację Eiche, polegającą na uwolnieniu Benita Mussoliniego uwięzionego w Gran Sasso d’Italia. Plan ataku przygotował generał Kurt Student. Zrezygnowano z desantu spadochronowego na rzecz szybowców transportowych DFS 230 C-1. W operacji uczestniczyli żołnierze z nowo utworzonej 2. Fallschirmjager Division oraz komandosi Ottona Skorzenego. Operacja zakończyła się uwolnieniem włoskiego dyktatora.
Inną operacją desantową niemieckich spadochroniarzy po roku 1941 była próba zgładzenia Tity (Operacja „Rösselsprung”). 25 maja 1944 żołnierze 500. Batalionu Strzelców Spadochronowych SS pod dowództwem SS-Hauptsturmführera Kurta Rybki mieli wylądować w pobliżu kwatery Tito w miejscowości Drvar na terenie Bośni (desant spadochronowy oraz szybowcowy). Akcja zakończyła się niepowodzeniem.
Ostatnią niemiecką operację powietrznodesantową przeprowadzono podczas ofensywy w Ardenach. W dowództwie 1 Armii Spadochronowej zaplanowano operację desantową o kryptonimie Stösser. Desantowani mieli być najbardziej doświadczeni spadochroniarze z II Korpusu pod dowództwem pułkownika Friedricha von der Heydtego. Ich celem miało być opanowanie dróg na północ od miejscowości Hohes Venn. Operację przeprowadzono 17 grudnia 1944. Ze względu na mgłę i złe oznakowanie stref zrzutu spadochroniarzy zrzucono na przestrzeni ponad 60 km². Brakowało łączności (zasobniki z radiostacjami uległy zniszczeniu), wielu zrzuconych spadochroniarzy odniosło rany lub nie odnalazło swojego oddziału. Pozostali okopali się, a widząc brak możliwości ataku, po kilku dniach wycofali się w stronę własnych oddziałów. Jednakże podczas odwrotu większość oddziału wpadła w amerykańską zasadzkę.

### Operacje lądowe

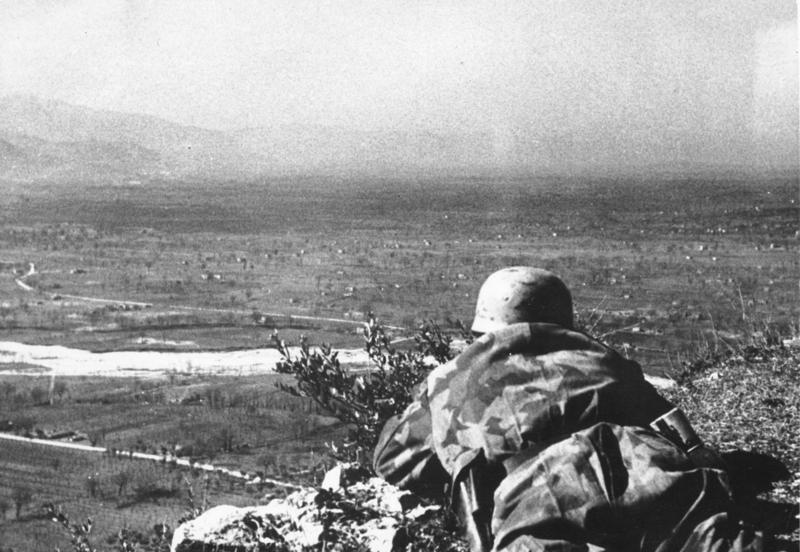
Niemiecki spadochroniarz na Monte Cassino

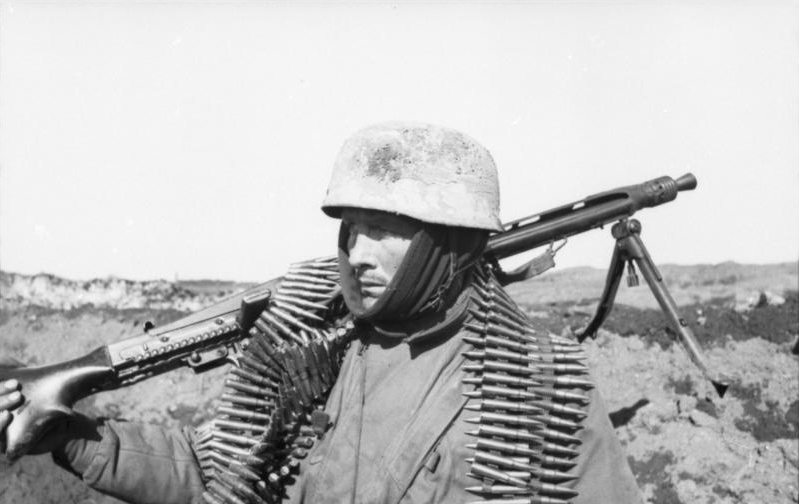
Fallschirmjäger na froncie wschodnim z MG 42. Rok 1943

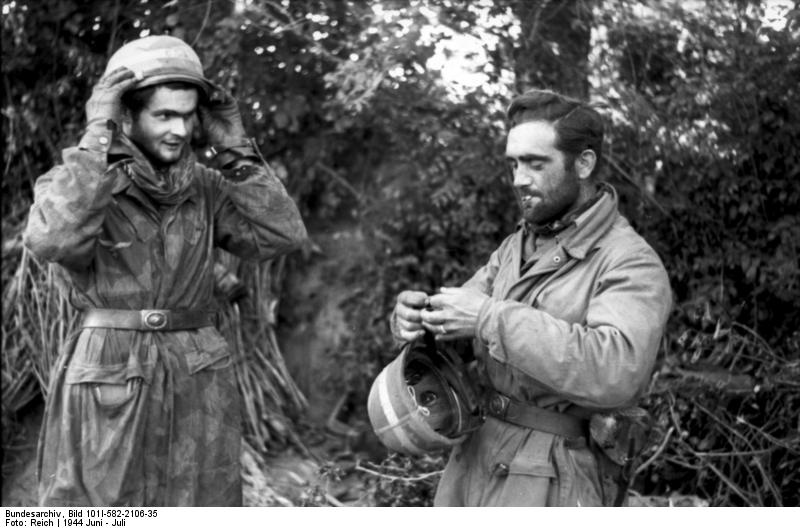
Spadochroniarze we Francji, czerwiec 1944

Po desancie na Krecie jednostek spadochronowych używano przede wszystkim w roli doborowej piechoty. W roku 1942 1 Brygadę Spadochronową generała Ramckego wysłano do Afryki Północnej. Tam brygada uczestniczyła m.in. w bitwie pod El Alamein. Spadochroniarze uczestniczyli także w walkach w Tunezji.
Wiosną 1943 we Francji sformowano 2 Dywizję Spadochronową (2. Fallschirmjägerdivision) pod dowództwem generała Ramckego. 3. pułk 2 Dywizji walczył w sierpniu 1943 na Sycylii, a we wrześniu tego samego roku wraz z 4. pułkiem pod Salerno. Po obaleniu rządu Mussoliniego całą 2 Dywizję przerzucono do Rzymu, gdzie jej żołnierze rozbrajali włoskie oddziały. Pod koniec 1943 2 Dywizję przerzucono na Ukrainę, gdzie walczyła ona do kwietnia 1944. Walkę we Włoszech kontynuowały 1 Dywizja Spadochronowa i 4 Dywizja Spadochronowa wchodzące w skład I Korpusu Spadochronowego (I Fallschirmjägerkorps). Na początku 1944 oddziały 1 Dywizji pod dowództwem generała Heidricha zajęły pozycje obronne w klasztorze na Monte Cassino i od lutego 1944 uczestniczyły w odpieraniu ataków aliantów. W tym samym czasie 4 Dywizja Spadochronowa walczyła z amerykanami pod Anzio. 1 Dywizja broniła Monte Cassino, aż do maja 1944, kiedy to wzgórze zdobyły oddziały 2 Korpusu Polskiego. Po wycofaniu się z Monte Cassino spadochroniarze walczyli m.in. w okolicach Bolonii i Florencji. 1 Dywizja poddała się w okolicach Imoly, a 4 Dywizja w okolicach Vicenzy w kwietniu 1944.
Niemieckie oddziały spadochronowe uczestniczyły także w walkach we Francji. Wiosną 1944 utworzono II Korpus Spadochronowy (II Fallschirmjägerkorps) pod dowództwem generała Meindla, w skład którego wchodziły 3. i 5 Dywizja Spadochronowa. Jednostki tego korpusu brały udział w walkach w Normandii. Ponadto w Bretanii od maja 1944 stacjonowała 2 Dywizja Spadochronowa, przerzucona z frontu wschodniego. Niemieccy spadochroniarze walczyli z desantem spadochronowym 101 Dywizji Powietrznodesantowej, atakowali siły inwazyjne w rejonie plaży Utah. 3 Dywizję Spadochronową okrążono i zniszczono pod Falaise. 2 Dywizję otoczono w Bretanii, i po ciężkich walkach poddała się 20 września 1944.
We wrześniu 1944 alianci w Holandii przeprowadzili dużą operację desantową pod kryptonimem Market Garden. Do walki z desantem znów wysłano spadochroniarzy, m.in. 6. Fallschirmjägerregiment, który walczył w okolicach Veghel i Sint-Oedenrode z amerykańską 82 Dywizją Powietrznodesantową.
Spadochroniarze brali udział w ofensywie w Ardenach, nie tylko jako wojska desantowe, ale także jako zwykła piechota. W Ardenach walczyły 3. i 5 Dywizja Strzelców Spadochronowych.
Po rozbiciu niektórych dywizji spadochronowych we Francji, reaktywowano je ponownie w Belgii i Holandii na przełomie 1944 i 1945. Do takich jednostek należały m.in. 2, 3, 5. i 6 Dywizja Strzelców Spadochronowych. Potem walczyły one na froncie zachodnim, gdzie zostały w większości rozbite do wiosny 1945.
Spadochroniarze walczyli także na froncie wschodnim. We wrześniu 1941 w rejon Leningradu przerzucono 1. Fallschirmjägerregiment, później przerzucono także 3. Fallschirmjägerregiment. W tym samym rejonie walczył także Fallschirmjäger Sturmregiment. Natomiast nad rzekę Mius trafił 2. Fallschirmjägerregiment, który w tym rejonie brał udział w bitwach pod Woroszyłówką, Iwaniwką i Pietropawłowką. Pod koniec marca 1942 pułk ten trafił również w rejon Leningradu. Jesienią 1943 w walkach na Ukrainie brał udział 2. Fallschirmjager Division pod dowództwem generała Ramckego. W marcu 1944 jednostkę przerzucono do Francji. W roku 1944 na froncie wschodnim w okolicy Wilna walczył także 500. Batalion Spadochronowy SS. W roku 1945 na wschodzie walkę kontynuowały: 9. (walki pod Wrocławiem i nad Odrą) i 10 Dywizja Spadochronowa (walki na Morawach).

## Uzbrojenie i wyposażenie

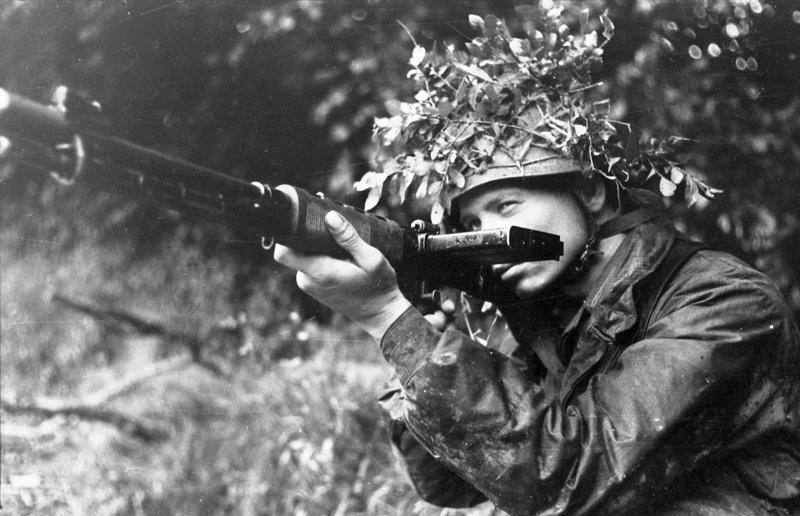
Spadochroniarz z FG42

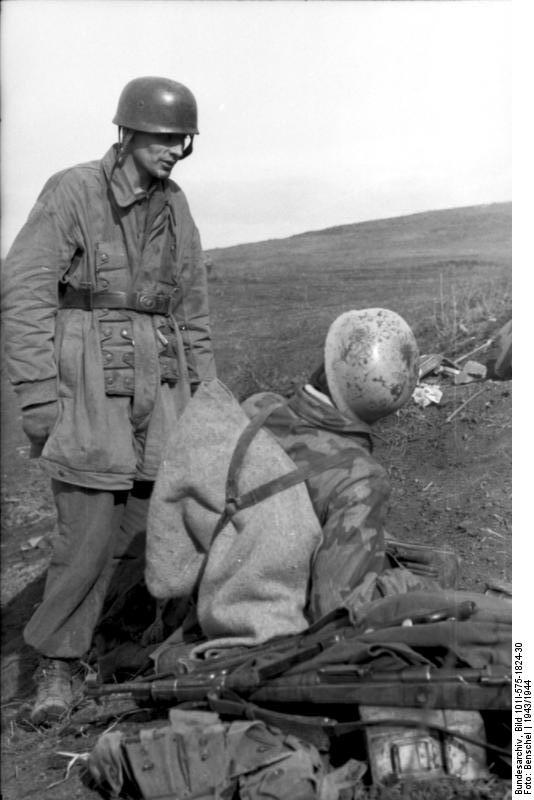
Widoczne oporządzenie spadochronowe. Włochy 1943

### Uzbrojenie indywidualne
Fallschirmjäger oprócz standardowej broni Wehrmachtu, używali także konstrukcji stworzonych specjalnie dla nich. Przepisową bronią krótką był pistolet P08 Parabellum lub Walther P38, czasem używano także pistoletów Sauer 38H kal. 7,62 mm. Pistolet (lub pistolet maszynowy) był dla spadochroniarzy jedyną bronią, jaką mieli przy sobie podczas skoku. Pozostałą broń zrzucano w specjalnie do tego przeznaczonych zasobnikach Waffenhälter. Broń długą stanowiły karabiny lub pistolety maszynowe. Podstawowym karabinem używanym przez spadochroniarzy był Mauser Kar98k używany w całej armii niemieckiej. Poza tym oddziały spadochronowe otrzymały specjalne karabiny składane, łamane lub skrócone: m.in. Kar 98/42 i Gewehr 33/40. Poza tym używano pistoletów maszynowych MP 38 i MP 40. W późniejszym czasie do jednostek spadochronowych trafiły także karabinki automatyczne MP43/MP44.
W roku 1941 wprowadzono także karabin automatyczny przeznaczony specjalnie dla spadochroniarzy – FG42. Karabin posiadał składany dwójnóg i bagnet. Zasilany był z magazynków 20-nabojowych. Ponadto posiadał wymiary umożliwiające zrzut wraz ze spadochroniarzem.
Strzelców wyborowych wyposażano w karabiny Kar98k z celownikiem optycznym ZF 39 o czterokrotnym powiększeniu.
Używano granatów ręcznych Stielhandgranate 24, 39 i 43, a także Eihandgranate 39.

### Broń ciężka
Bronią maszynową drużyny były karabiny maszynowe MG 34, a od roku 1942 także MG 42. Ponadto w drużynie znajdował się jeden garłacz Gewehrgranate kal. 30 mm z granatami odłamkowymi, dymnymi i przeciwpancernymi. Podstawową bronią przeciwpancerną były rusznice przeciwpancerne PzB38, granatniki GrB 39, lekkie armaty kal. 28 mm sPzB 41 i cięższe kal. 37 mm PaK 36.
Artylerię stanowiły moździerze (kal. 50 mm Granatwerfer 36, kal. 80 mm Granatwerfer 34 i kal. 120 mm schwerer Granatwerfer), armaty przeciwlotnicze Flak 30 i Flak 38. Ponadto od roku 1940 wprowadzono na uzbrojenie działa bezodrzutowe kal. 75 mm LG 40 i kal. 105 mm LG40/1 i LG 40/1. W roku 1942 pojawiły się też w małej ilości działa LG42.
Od 1941 używano niewielkich ilości wyrzutni rakietowych 150 mm Do-Werfer, od 1942, także działek kal. 20 mm na podstawie dwukołowej MG 151/20. W roku 1944 wprowadzono jednorazowe miotacze ognia Einstossflammenwerfer 46.
Jednostki spadochronowe walczące jako zwykła piechota wyposażano jak jednostki Wehrmachtu. Dysponowały one często własną artylerią wsparcia, a niekiedy i dywizjonami dział szturmowych.

### Oporządzenie osobiste
Niemieckie wojska spadochronowe początkowo nosiły hełmy M35 ze zmodyfikowanym fasunkiem, tak aby można było używać ich zarówno podczas skoku, jak i w walce na ziemi. W roku 1938 wprowadzono nowy hełm M38 przeznaczony specjalnie dla spadochroniarzy. Ponadto używano standardowych hełmów Wehrmachtu M35 i M42.
Spadochroniarze nosili standardowe oporządzenie Luftwaffe. Ekwipunek podobny był do ekwipunku używanego w Heer, lecz wykonany był z jasnobrązowej skóry, brezentu oraz pasków parcianych w kolorze niebieskoszarym. Na ten sam kolor malowano większość elementów metalowych oraz osprzęt. Stosowano także oporządzenie w kamuflażu maskującym przypominającym spękaną korę. Dywizje spadochronowe, które walczyły na lądzie i podlegały dowództwu wojsk lądowych, często otrzymywały standardowe oporządzenie Heer.
Ciekawym elementem oporządzenia żołnierzy Fallschirmjäger był niebieskoszary bandolier z 12 ładownicami (zapinanymi na zatrzaski) na łódki z amunicją (ogólna pojemność około 100 nabojów). Podczas skoku bandolier zakładano pod kombinezon i od tyłu przywiązywano do pasa.
Spadochroniarze używali standardowych masek przeciwgazowych Wehrmachtu. Noszono je w metalowych puszkach, wkładanych do specjalnego pokrowca.
Każdy spadochroniarz dysponował nożem spadochronowym, tzw. Fallschirmjägerkappmesser (noszonym w specjalnie do tego przygotowanej bocznej kieszeni spodni), dwudniową rację żywnościową (m.in. pumpernikiel, suszone owoce, czekolada) i zestawem pierwszej pomocy. Ponadto każda kompania dysponowała stacją do uzdatniania wody.